# Contea delle Fiandre
La Contea delle Fiandre (in olandese Graafschap Vlaanderen, in francese Comté de Flandre) fu un territorio della regione storica dei Paesi Bassi. A partire dall'862 i Conti di Fiandra furono tra i dodici pari del Regno di Francia. Per secoli le città di Gand, Bruges e Ypres furono al centro di una delle aree più influenti d'Europa.
Fino al 1477 l'area sotto la sovranità francese si trovava a ovest della Schelda e veniva chiamata Fiandra reale (in olandese Kroon-Vlaanderen, in francese Flandre royale). Oltre a questa, a partire dall'XI secolo i conti di Fiandra governavano anche i territori a est della Schelda quale feudo del Sacro romano impero. Tali territori erano chiamati Fiandra imperiale (in olandese Rijks-Vlaanderen, in francese Flandre impériale). Entrata a far parte dei Paesi Bassi borgognoni a partire dal 1384, la contea cessò di far parte della Francia, finendo sotto il completo controllo imperiale in seguito al trattato di Madrid del 1526 e alla pace di Cambrai del 1529.
Nel 1795 il rimanente territorio della contea facente parte dei Paesi Bassi austriaci fu incorporato nella Prima Repubblica francese per poi passare nel 1815, dopo il congresso di Vienna, al neonato Regno Unito dei Paesi Bassi.

## Geografia
La geografia della Contea delle Fiandre storica coincide solo parzialmente con l'attuale regione delle Fiandre in Belgio, estendendosi al di fuori di essa fino ad includere parti dell'attuale territorio di Francia e Paesi Bassi. L'antico territorio risulta oggi suddiviso tra:
- Belgio:
  - due delle attuali cinque province fiamminghe: Fiandre Occidentali e Fiandre Orientali
  - parte della provincia fiamminga di Anversa: il comune di Bornem
  - parte della provincia vallone di Hainaut: la regione intorno a Moeskroen (facente parte delle Fiandre Occidentali fino al 1962)
- Francia:
  - Fiandre francesi (nel dipartimento Nord)
    - la regione intorno a Dunkerque, Bergues e Bailleul di lingua fiamminga
    - la regione intorno a Lilla e Douai di lingua piccarda

  - Artois (nel dipartimento Passo di Calais): contea separatasi dalle Fiandre nel 1191 e resasi autonoma nel 1237
- Paesi Bassi:
  - Fiandre zelandesi, una regione tra il Belgio e la Schelda Occidentale, situata nella parte meridionale dell'attuale provincia della Zelanda, che a partire dal 1648 divenne una generalità sotto il controllo della Repubblica delle Sette Province Unite.